# Il cilindro
(Il delirio furbesco di mastr'Agostino)
Il cilindro è una commedia in un atto di Eduardo De Filippo composta nel 1965 e inserita dall'autore nella raccolta Cantata dei giorni dispari.

## Trama
Rita e Rodolfo sono una coppia di coniugi romani che vivono in subaffitto, a Napoli, a casa di mastr'Agostino (ex guardia notturna di un teatro) e donna Bettina. Trovatisi tutti e quattro morosi di 300.000 lire, si arrangiano con uno stratagemma per riuscire a raggiungere la somma.
Rita finge di prostituirsi, attraendo i potenziali clienti facendo abluzioni in sottoveste dalla finestra che dà sul vicolo. Stabilita la cifra (10.000 lire), i clienti entrano in casa e, nel mettersi a letto, vi scoprono Rodolfo disteso che finge di essere morto. Le scene d'isteria e disperazione di Rita nello spiegare la situazione e la presenza del cadavere solitamente riescono a mettere in fuga i malcapitati: qualora non bastasse, entra in scena mastr'Agostino che, con un cilindro in testa, pronuncia un'interminabile sequela di frasi sconnesse: il cilindro, simbolo dell'autorità, e lo sproloquio pronunciato dall'uomo sono generalmente in grado di mettere soggezione e timore ai clienti, che finiscono per allontanarsi senza aver ripreso il denaro.
I quattro sono arrivati ad accumulare circa 80.000 lire, quando viene irretito un nuovo cliente: don Attilio Samueli. All'inizio l'uomo rimane terrorizzato dalla presenza del morto ma, scoperto casualmente il trucco, decide di stare al gioco: infatti insiste nel voler avere un rapporto con Rita, mettendola in crisi, e aumentando la cifra fino ad arrivare a 100.000 lire. Fallito anche lo stratagemma del cilindro, Rodolfo, spaventatissimo dall'eventualità di un cedimento della moglie, si rialza per spiegare tutta la situazione ad Attilio.
I quattro parlano delle loro vicissitudini, della disoccupazione e della miseria delle quali sono vittime, dell'abbrutimento a cui si può arrivare quando la società ti chiude ogni porta in faccia... Don Attilio capisce ma, illustrando la sua situazione personale, si presenta a sua volta come una vittima degli eventi: dopo la morte della moglie, spiega, la sua vita sessuale si è azzerata mettendolo a rischio di vita, secondo il parere del suo medico. Per convincere i quattro porta la cifra a 300.000 lire, sufficienti per saldare i debiti con il padrone di casa. Tutto ciò, che lascia interdetti Agostino e Bettina, provoca in Rodolfo una crisi isterica che farà accorrere tutto il vicinato, per venire a vedere «'sto vecchio pazzo che vò annà a letto co mi' moje». 
Attilio non si scompone e rilancia offrendo 500.000 lire, lasciando ammutoliti tutti, e mettendosi a letto aspettando una risposta. In un silenzio generale, Rita e Rodolfo questionano sul da farsi. Quando lei sta per decidersi, mastr'Agostino scopre che il vecchio s'è addormentato ed escogita un trucco: taglia la candela nella stanza da letto, mette avanti tutti gli orologi e fa stendere Rita accanto a don Attilio. Risvegliatosi poco dopo egli crede di aver consumato il rapporto e, guardando l'orologio e constatata l'ora, se ne va piuttosto in fretta, non prima di aver lasciato a quella che crede la sua nuova amante il suo biglietto da visita. Il mezzo milione è entrato in casa, i vicini si complimentano per lo stratagemma riuscito, e i quattro si mettono a tavola.
I sogni ad occhi aperti di Rita vengono qui interrotti dalle divisioni del bottino fatte da Agostino, secondo il quale lei e il marito potrebbero disporre solo dei guadagni sui clienti precedenti, e non di tutta la somma rimanente dal pagamento della mora. Questo discorso e la mancata reazione di Rodolfo fanno infuriare Rita, che decide di abbandonare gli altri tre al proprio destino. Mastr'Agostino tenta pateticamente, col cilindro in testa, di fermarla, ma lei risponde di non temerlo più, pur essendo ignorante. La giovane donna si è resa conto che il cilindro e la logorrea di Agostino non contano nulla in una società dove la sicurezza è data solo dal denaro: in pratica, chi ha il cilindro per davvero è don Attilio, il "vecchio pazzo". Rita fugge di casa e Rodolfo tenta di inseguirla, mentre Bettina e Agostino mettono al sicuro il malloppo.

## Analisi
La commedia, incentrata su cinque personaggi (Rita, Rodolfo, Agostino, Bettina e don Attilio -"'o viecchio pazzo"-), ha come sfondo l'Italia degli anni '60 fra il boom economico e la perenne crisi della disoccupazione. Il cilindro, ben spiegato da "Agostino-Eduardo" nella commedia, è una rappresentazione del potere, atto a intimidire gli ignoranti per la sua sola "potenza" evocativa. Esso può essere visto anche come una sorta di "maschera pirandelliana", laddove il personaggio di Agostino la indossa per difendersi e rappresentare qualcosa che egli non è.
Il cilindro è l'unica commedia di Eduardo in cui compare, parimenti all'uso dell'italiano e del napoletano, un terzo idioma: il dialetto romanesco. La stesura originale, peraltro, prevede che Rita sia fiorentina e che parli in un italiano colorito con alcune espressioni toscane ("bischero").

## Curiosità
Il cilindro è l'unica commedia eduardiana in cui recita Monica Vitti.